# Sommarflox
Sommarflox (Phlox drummondii) är en blågullsväxtart. Sommarflox ingår i släktet floxar, och familjen blågullsväxter.

## Underarter
Arten delas in i följande underarter:
- P. d. drummondii
- P. d. mcallisteri
- P. d. tharpii
- P. d. wilcoxiana
- P. d. johnstonii

## Bildgalleri

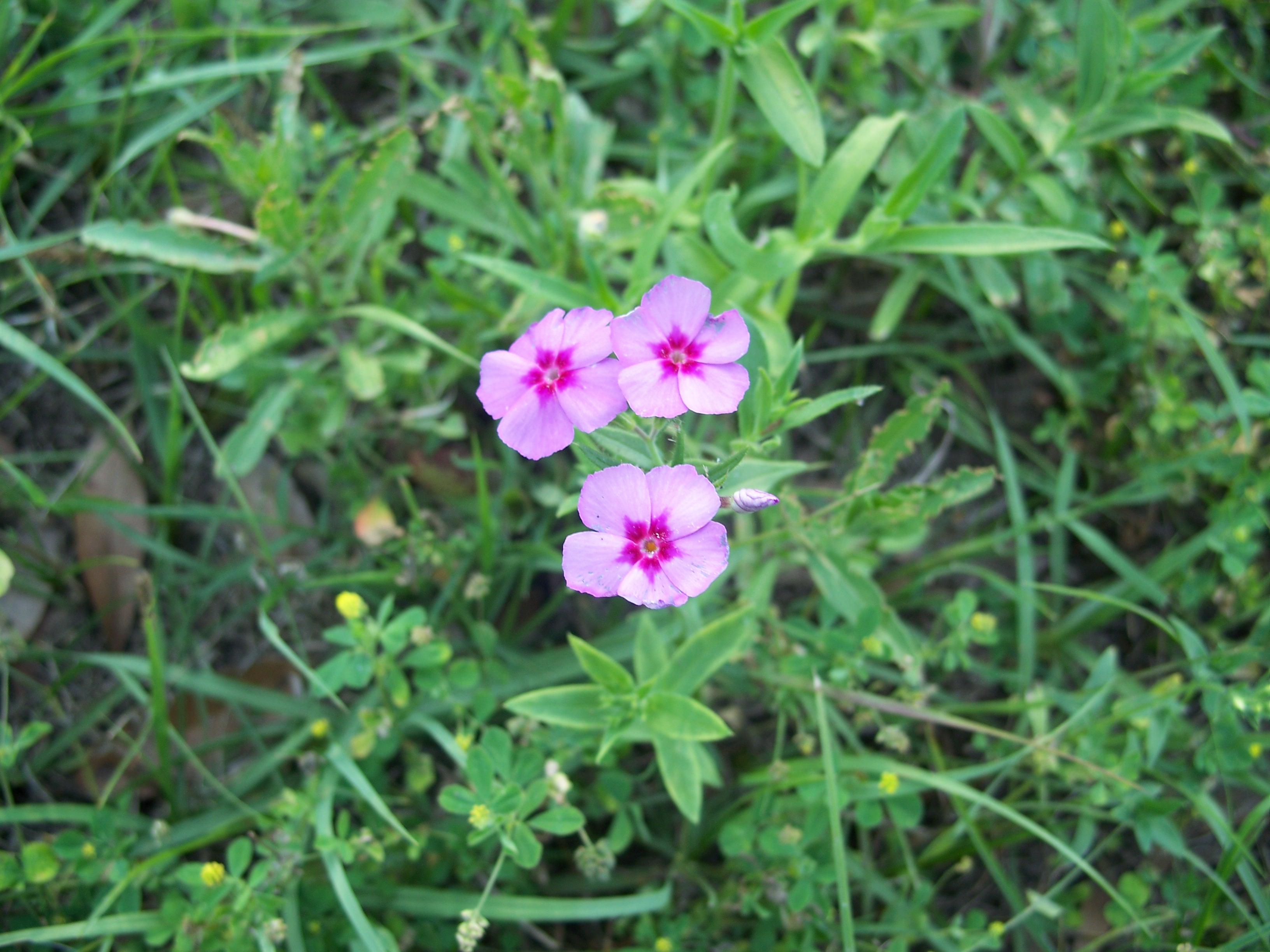
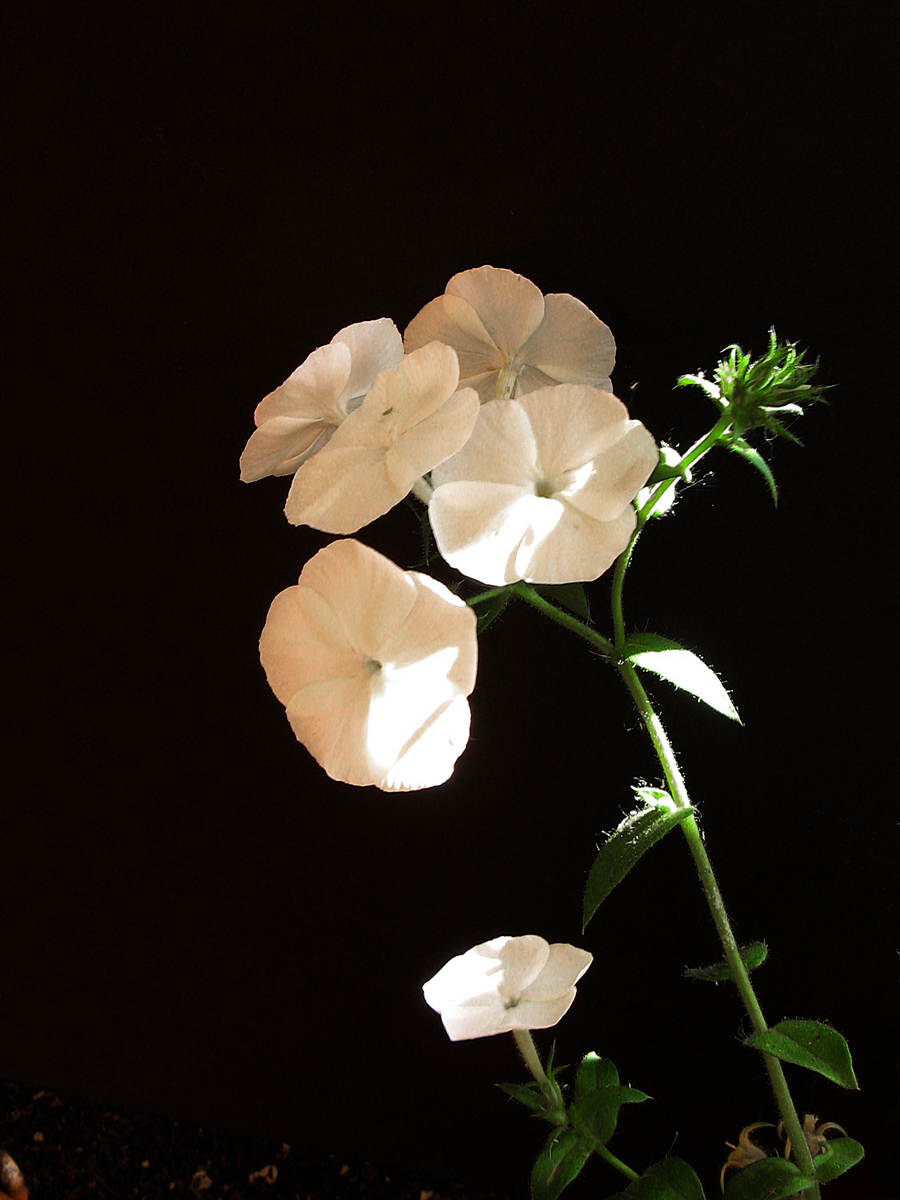
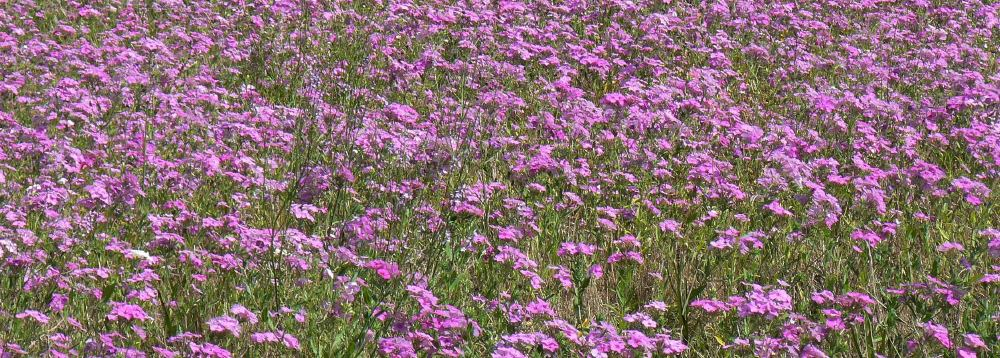
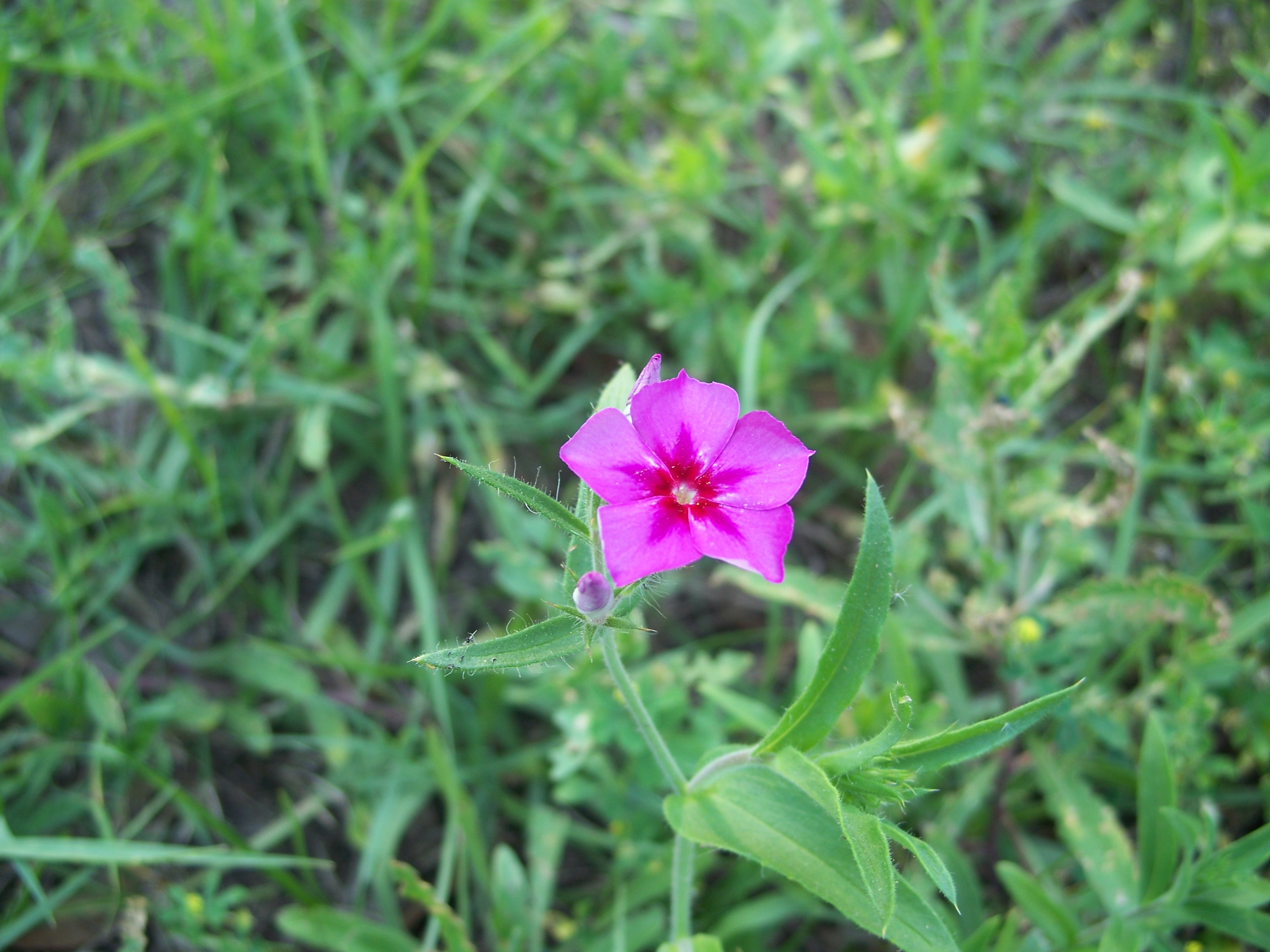
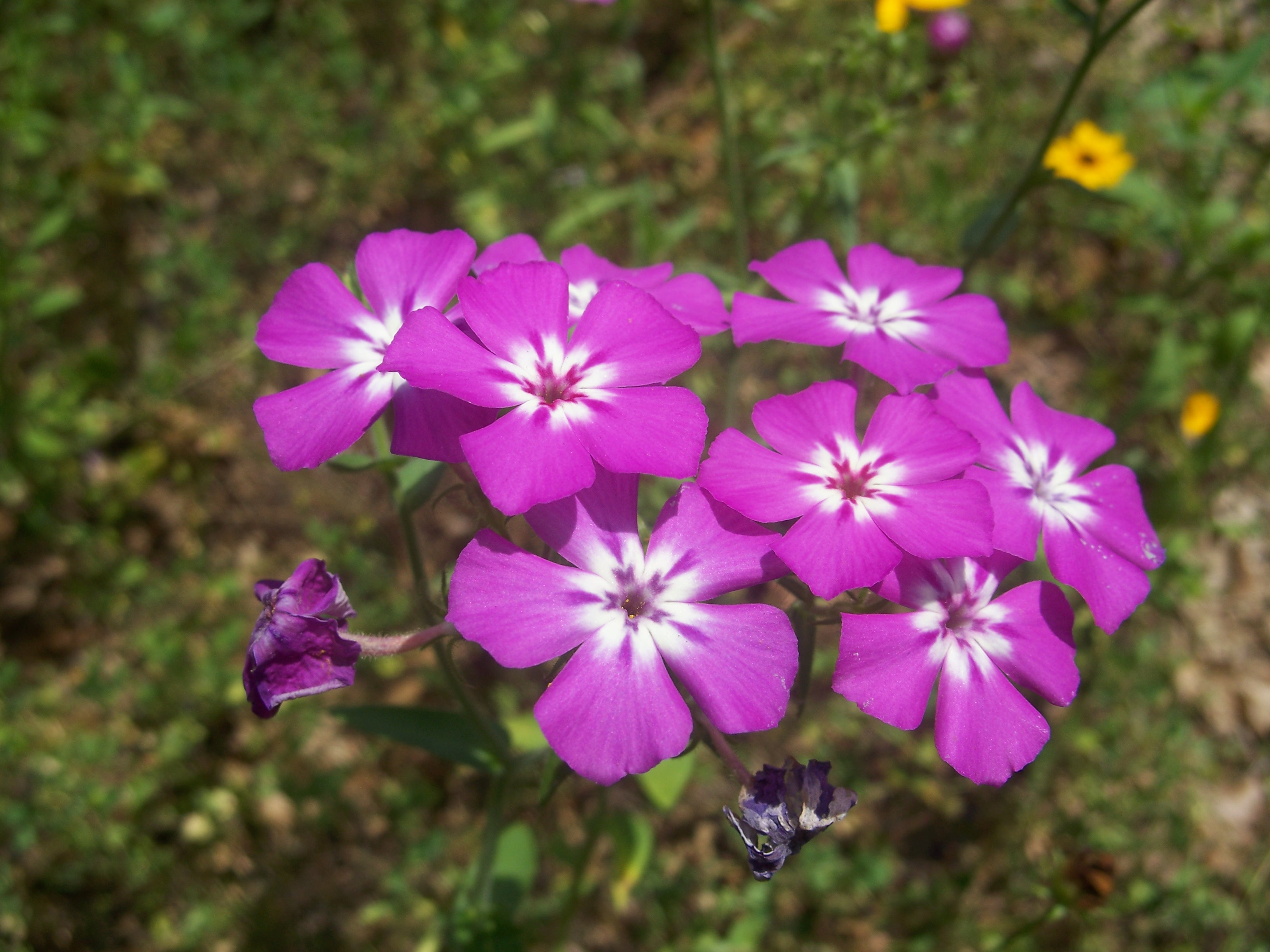
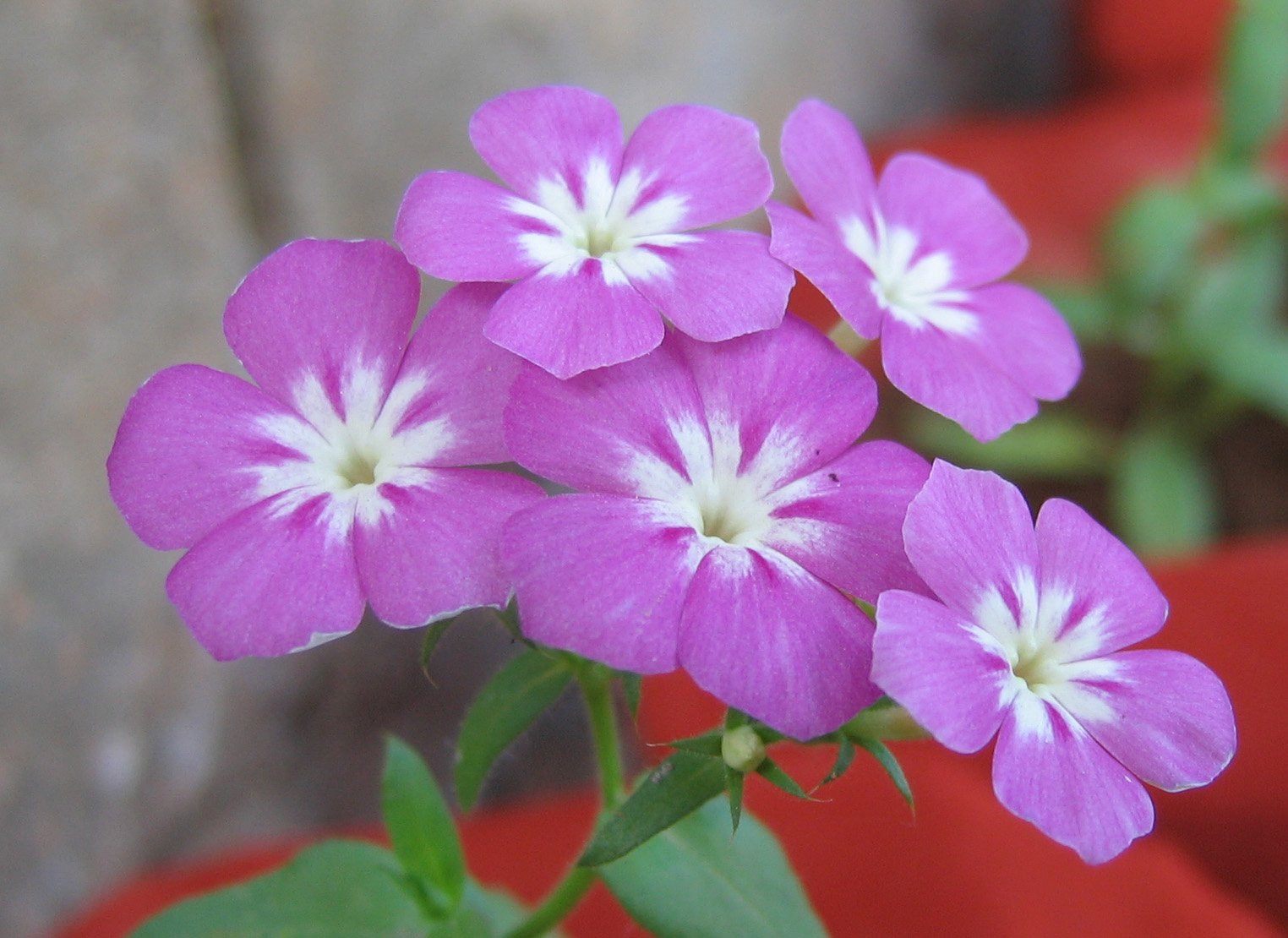